# Eisangelia
Eisangelia (Oudgrieks: εἰσαγγελία / eisaggelía) was een bijzonder vorm van proces te Athene, die werd aangewend bij zware misdaden en bij zulke, die voor de staat zelf gevaar schenen op te leveren.
De aanklager diende een klachtbrief (εἰσαγγελία) bij de raad (Boulè) of de Volksvergadering (Ekklèsia) in, en wanneer deze werd aangenomen, werd de aangeklaagde in hechtenis genomen, hoewel hij zich in de meeste gevallen door het stellen van drie borgen daaraan kon onttrekken. Wanneer de raad de aangeklaagde had schuldig bevonden, en meende dat de hoogste boete, die zij kon opleggen (500 drachmen), als straf niet toereikend was voor de misdaad, verwijs zij de zaak naar de thesmotheten of naar het volk. Aanklachten die bij de volksvergadering waren ingekomen, kon zij zelf behandelen of naar de thesmotheten verwijzen. Bij misdaden, waarvoor geen straf bij wet was bepaald, werd voor het onderzoek vastgesteld, welke straf in geval van veroordeling zou worden opgelegd. Sinds het begin van de 4e eeuw v.Chr. bepaalde de wet, op welke misdaden de eisangelia kon worden toegepast. Kort daarna werden op die misdaden de doodstraf gesteld met verbod van begrafenis in Attica.
De eisangelia had in sommige gevallen, ook indien de aangeklaagde werd vrijgesproken, geen geldelijk nadeel voor de aanklager ten gevolge, zoals andere processen.

## Antieke bronnen
- Aristoteles, Athēnaion politeia VIII 4.

## Referentie
- Art. Εἰσαγγελία, in J.G. Schlimmer - Z.C. de Boer, Woordenboek der Grieksche en Romeinsche Oudheid, Haarlem, 1920, pp. 248-249.